# Spiros Marangos
Spiros Marangos (20 de Fevereiro de 1967) é um ex-futebolista profissional grego. 

## Carreira
Marangos jogou por PAOK, Panionios e Panathinaikos na Grécia, e em dois clubes cipriotas, disputou a Copa do Mundo de 1994.